# Aust-Agder megye

Aust-Agder elhelyezkedése Norvégiában

Aust-Agder megye ( hallgat) Norvégia megyéinek (norvégül fylke) egyike volt, a déli Sørlandet földrajzi régióban. Közigazgatási székhelye Arendal. Szomszédai Telemark, Rogaland és Vest-Agder megyék.
Agder megye 2020. január 1-én jött létre az addigi Vest-Agder és Aust-Agder megyék egyesítése útján.
Aust-Agder területe 9212 km² (valamivel nagyobb, mint a legnagyobb magyar vármegye, Bács-Kiskun, Norvégiában a 14. legnagyobb). Népessége 117 655 fő (2019. jan. 1.) (kevesebb, mint a legkisebb népességű magyar vármegye, Nógrád lakosságának fele, ezzel Norvégia második legkisebb népességű megyéje).
Aust-Agder a Skagerrak szoros partján fekszik, a lakosság 77%-a a parti övezetben él. A turizmus fontos iparág, Arendal és a megye más tengerparti városai turistacélpontok.
A megyéhez tartoznak Tromøy, Justøya és Sandøya szigetei. Belsejében fekszik Setesdalen hagyományos régió, amelyen keresztülvág a tengerbe igyekvő Otra folyó.

## Önkormányzat és közigazgatás
Aust-Agder megye községei:
1. Åmli
2. Arendal
3. Birkenes
4. Bygland
5. Bykle
6. Evje og Hornnes
7. Froland
8. Gjerstad
9. Grimstad
10. Iveland
11. Lillesand
12. Risør
13. Tvedestrand
14. Valle
15. Vegårshei